# Rainville (Vosges)
Rainville is een gemeente in het Franse departement Vosges (regio Grand Est) en telt 256 inwoners (2004). De plaats maakt deel uit van het arrondissement Neufchâteau.

## Geografie
De oppervlakte van Rainville bedraagt 8,6 km², de bevolkingsdichtheid is 29,8 inwoners per km².
De onderstaande kaart toont de ligging van Rainville (Vosges) met de belangrijkste infrastructuur en aangrenzende gemeenten.

## Demografie
Onderstaande figuur toont het verloop van het inwonertal (bron: INSEE-tellingen).